# Consul semifulvus
Consul semifulvus är en fjärilsart som beskrevs av Butler 1875. Consul semifulvus ingår i släktet Consul och familjen praktfjärilar. Inga underarter finns listade i Catalogue of Life.